# جوزيف جي. كليمونز
جوزيف جي. كليمونز (بالإنجليزية: Joseph G. Clemons)‏ هو عسكري أمريكي، ولد في 30 أبريل 1928 في كليفلاند في الولايات المتحدة، وتوفي في 15 مايو 2018 في هينديرسونفيل في الولايات المتحدة بسبب ذات الرئة.